# Per ardua ad astra
Pour les articles homonymes, voir Ad astra.
Per ardua ad astra est une locution latine signifiant « À travers les difficultés, jusqu'aux étoiles ».

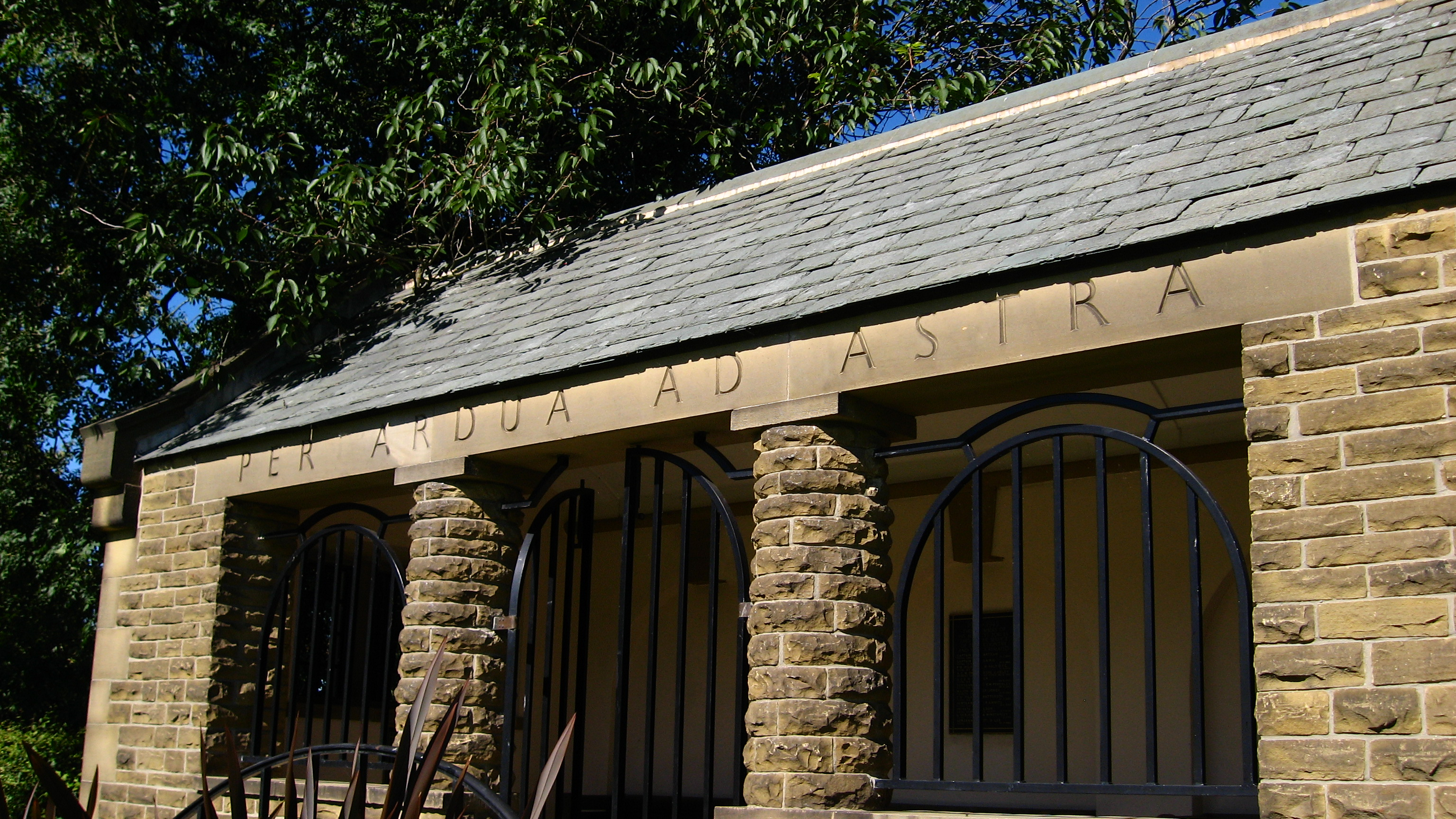
PER ARDUA AD ASTRA, devise gravée à l’entrée de l’abri du cimetière de Stonefall à Harrogate (Yorkshire, Royaume-Uni) dans lequel se trouvent des tombes de soldats des forces aériennes du Commonwealth.

Il existe d’autres expressions latines qui lui sont proches.
- « Per ardua per astra » a été  la devise du Royal Flying Corps britannique créé en 1912 ;
- « Per Ardua ad Astra » est la devise de la Royal Air Force (RAF), des forces armées britanniques ;
- « Per Ardua ad Astra » est la devise de la Royal Australian Air Force (RAAF) des forces armées australiennes ;
- « Per ardua per astra » est la devise de la Royal New Zealand Air Force (RNZAF), des forces armées de Nouvelle-Zélande ;
- « Per Ardua ad Astra » a été la devise de l'Aviation royale canadienne, avant d’être remplacée par Sic Itur ad Astra.
- « Per Arduum ad Astra » est la devise d'une famille belge dès 2017. Avant cette date, la forme connue était "Per ardua ad astra"